# Hans Hoffmann (Politiker, 1915)

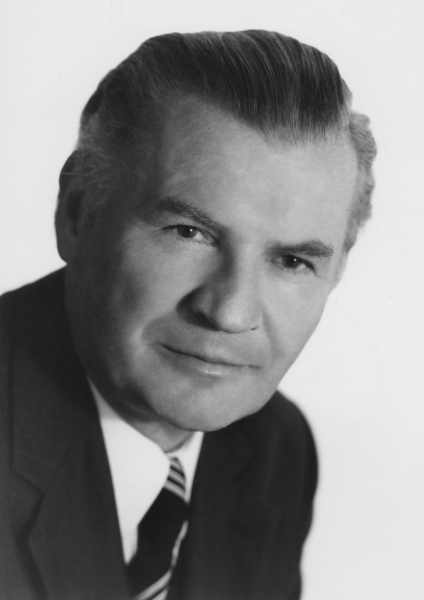
Hans Hoffmann

Hans-Martin Hoffmann (* 31. Oktober 1915 in Lübbenau; † 27. Januar 2005 in Heilbronn) war von 1955 bis 1967 Bürgermeister von Neckarsulm und von 1967 bis 1983 Oberbürgermeister von Heilbronn.

## Leben
Hoffmann hat ein Studium absolviert, war Referendar beim Oberlandesgericht Celle und promovierter Volkswirt. Im AEG-Werk Sofia war er Direktionsassistent.
1931 trat er der Hitlerjugend bei, zum 1. Dezember 1934 der NSDAP (Mitgliedsnummer 2.671.898) und 1940 der SS, wo er 1941 SS-Oberscharführer wurde. 1940/41 arbeitete er in der Bergwerksverwaltung der Reichswerke Hermann Göring in Kattowitz, im Zweiten Weltkrieg war er bis Kriegsende 1945 Offizier der Wehrmacht.
Nach Kriegsende verschwieg Hoffmann seine Mitgliedschaften in NS-Organisationen. So konnte er in den Jahren 1945 bis 1947 für eine amerikanische Dienststelle als Übersetzer in einem Personalbüro tätig werden. 1947 erwarb er Anteile an einem Apparatebau-Unternehmen und blieb Teilhaber bis 1954.  In den Jahren 1955 bis 1967 war Hoffmann, mittlerweile SPD-Mitglied, Bürgermeister von Neckarsulm und in den Jahren 1967 bis 1983 Oberbürgermeister von Heilbronn.
Aufgrund seiner Verdienste um Städtebau, Wirtschaft und Finanzen verlieh ihm der Heilbronner Gemeinderat im Jahr 1977 den Ehrenring der Stadt Heilbronn, welcher ihm aufgrund  seiner NS-Vergangenheit vom Heilbronner Gemeinderat im Jahr 2023 wieder entzogen wurde. Im Jahr 1980 wurde er mit dem Bundesverdienstkreuz Erster Klasse, 1983 mit dem Großen Verdienstkreuz der Bundesrepublik Deutschland ausgezeichnet.